# Vliegenbos
Het W.H. Vliegenbos ligt in Amsterdam-Noord, tussen de Meeuwenlaan, Nieuwendammerdijk, Nieuwendammerkade en de Zamenhofstraat. Het is het oudste stadsbos van de gemeente Amsterdam. 

## Bos
Het is een iepenrijk loofbos, misschien wel het grootste in West-Europa, want door de iepziekte zijn deze bossen zeldzaam geworden. Naast de iep komen ook esdoorn, zwarte els en es veel voor. Bijna alle bomen dateren van na de Tweede Wereldoorlog, want vanwege brandstofschaarste heeft toen grootschalige houtkap plaatsgevonden. De huidige begroeiing bestaat wel voor een deel uit nieuwe uitlopers van omgezaagde bomen.
Onder de bomen groeien in het voorjaar speenkruid en maarts viooltje en wat later fluitekruid en zomerklokje. Er komen bijzondere vogelsoorten voor zoals ijsvogel, boomvalk en groene specht. Voorheen was het gebied rijk aan kikkers, padden en salamanders maar door een wijziging in het waterbeheer rond 1990 is de amfibieënpopulatie sterk teruggelopen. Het Vliegenbos wordt zo natuurlijk mogelijk beheerd. Zo blijft dood hout zoveel mogelijk liggen en biedt een plek aan onder meer paddenstoelen, mossen en insecten.

## Geschiedenis
Het Vliegenbos was een initiatief van het sociaaldemocratische gemeenteraadslid Willem H. Vliegen (1862-1947). Vliegen wilde met het programmapunt ‘Bos aan het lJ’ een park realiseren waar arbeiders en burgers de gelegenheid kregen om op zondag te stad te ontvluchten. De wens van Vliegen was een bos in Buiksloterham dicht bij de binnenstad. Uiteindelijk werd het noordelijk deel van destijds Nieuwendammerham aangewezen als locatie. De ruimte voor het stadsbos was ontstaan door de inpoldering van de Nieuwendammerham die langs de Nieuwendammerdijk lag en grensde aan de toenmalige gemeente Nieuwendam. De gemeente Amsterdam begon in 1912 met de aanleg van het bos naar een ontwerp van de directeur Publieke Werken A.W. Bos en architect M.Ph.J.H. Klijnen. In 1917 was de aanleg klaar. Bij de inrichting is, ten opzichte van het originele ontwerp, de zuidelijke en noordelijke strook niet gerealiseerd in verband met industrie en woningbouw in het zuiden (Vogeldorp). Het parkbos is ontworpen in Engelse landschapsstijl met twee oost-west lopende hoofdlijnen. Tussen deze lanen in lag een groot open vierkant met een noord-zuid lopend pad met uitzicht op de Augustinuskerk. 
Ondertussen was Willem Vliegen wethouder geworden. In de directe omgeving werd ook Vogeldorp gebouwd met woningen voor arbeiders. Het bos heette aanvankelijk 'IJ-bosch', maar werd door menigeen al spoedig Vliegenbos genoemd. Sinds 1950, na het overlijden van Willem Vliegen, wordt het bos ook officieel W.H. Vliegenbos genoemd.
In de Tweede Wereldoorlog is door de bewoners van omliggende woonwijken meer dan 80% van alle bomen gekapt voor brandhout. Na 1945 heeft het bos zich vlot hersteld door het weer uitlopen van de achtergebleven stobben.
In 1984 kwam in het W.H. Vliegenbos een gehuwde homoseksuele man om het leven door toedoen van een groepje jongemannen die naar de homo-ontmoetingsplaats in het bos waren gegaan om homo's te molesteren. Als reactie daarop volgde een grote demonstratie tegen homogeweld en kondigde burgemeester Ed van Thijn maatregelen aan.
Het Vliegenbos was aanvankelijk 35 hectare groot. In 1930 en 1939 werden langs de Meeuwenlaan scholen gebouwd. In de jaren 1950 werd chemische fabriek van Ketjen flink uitgebreid. Het openbare deel besloeg daarna nog 20 hectare. In 2002 is de Stichting W.H. Vliegenbos opgericht om te voorkomen dat de gemeente Amsterdam het stadsbos voor woningbouw zou bestemmen. Deze dreiging kon worden afgewend.
Sinds 2012 wordt de ingang van het Vliegenbos aan de Meeuwenlaan opgefleurd door kunstwerk Franse bogen mogelijk gemaakt door Peter Diem.
In 2014 werd op AT5 en RTV Noord-Holland de korte documentaire 'De vogelaar van het Vliegenbos' uitgezonden, waarin een gedreven vogelaar in het bos werd gevolgd.
Op 18 oktober 2019 opende stadsdeelbestuurder Esther Lagendijk een beeldentuin in het Vliegenbos: Het Beeldenbos. Er staan beelden van o.a. de kunstenaars Jan Sierhuis, Corneille en Ton Kalle.

## Gebruik
Naast bos- en wandelpaden kent het bos:
- de volkstuinen van Tuinpark Buitenzorg uit 1917, op een destijds ongebruikte strook aan de zuidkant, die door buurtbewoners gebruikt ging worden voor eigen teelt tijdens de voedselschaarste in de Eerste Wereldoorlog,
- de Camping Vliegenbos, aangelegd na de Tweede Wereldoorlog en uitgebreid in 1961 en 1984,
- het sportterrein, aangelegd in 1962, lang bespeeld door Korfbalclub Nieuwendammerham ('KCN', tussen 1968-2002), nu in gebruik bij Tennisclub Elzenhagen,
- het clubterrein van Scouting Wartburg, gevestigd in 1966, onderdeel van Scouting Nederland.

Plannen uit 1936 voor een zwembad gingen niet door.

## Poëzie en fotografie
Het bos inspireert vele -professionele- fotografen, op de website van de stichting W.H. Vliegenbos zijn foto's van het bos te zien.
Simon Vinkenoog vond voor zijn gedicht 'De vlammende boom' uit 1993 inspiratie in het bos. De eerste regels van dit gedicht luiden: 

Ik leef des zomers omringd door bomen.

Ik ga als het waait slapen bij het geruis van de bladeren in de bomen.

En ik word wakker in de schaduw van de bomen in het W.H. Vliegenbos,

waarachter even later bij onbewolkt weer de zon weer zal verschijnen.

## Bufferzone
Ten tijde van de aanleg van het Vliegenbos was de chemische fabriek (Ketjen) al aan de zuidkant gevestigd. Het was toen een zwavelzuur- en zoutzuurfabriek van beperkte omvang. Later is de fabriek verscheidene malen uitgebreid. De milieuhinder van deze fabriek nam daarmee ook toe. Dit leidde in 1974 tot de oprichting van de actiegroep 'Tegengif'. Daarna is het Vliegenbos een officieel bufferzone geworden om de woonbebouwing in het noorden tegen geluid en gevaarlijke gassen te beschermen. Hiervoor werd de begroeiing verdicht, onder meer door een open plek en enkele noord-zuid lopende paden met bomen te beplanten. De zwavelzuurfabriek is in 2004 gesloten. De overblijvende fabriek van 'Albemarle' maakt katalysatoren voor de petrochemische industrie en veroorzaakt minder milieuhinder.

## Brug 362
Brug 362, Zosenerdambrug, is een vaste brug in Amsterdam-Noord. Deze voetgangersbrug is gebouwd als toegang tot het bos vanuit de Nieuwendammerkade (tegenover perceel 32). Het is een van de kleinste bruggen van Amsterdam (circa 7 meter lang, 2 meter breed) en bestaat in wezen alleen uit houten planken over stalen liggers en twee leuningen. Het origineel stamt uit 1925 en komt van de tekentafels van de Publieke Werken, waar toen Piet Kramer verantwoordelijk was voor het ontwerp van bruggen. Onbekend is of die brug inderdaad uit zijn pen is gekomen. De brug is in 2007 grotendeels vernieuwd, getuige een fabrieksplaatje op de leuningen. In 2018 besloot de gemeente de tot dan toe naamloze brug te vernoemen naar het voormalige dorp Zosenerdam.

## Fotogalerij

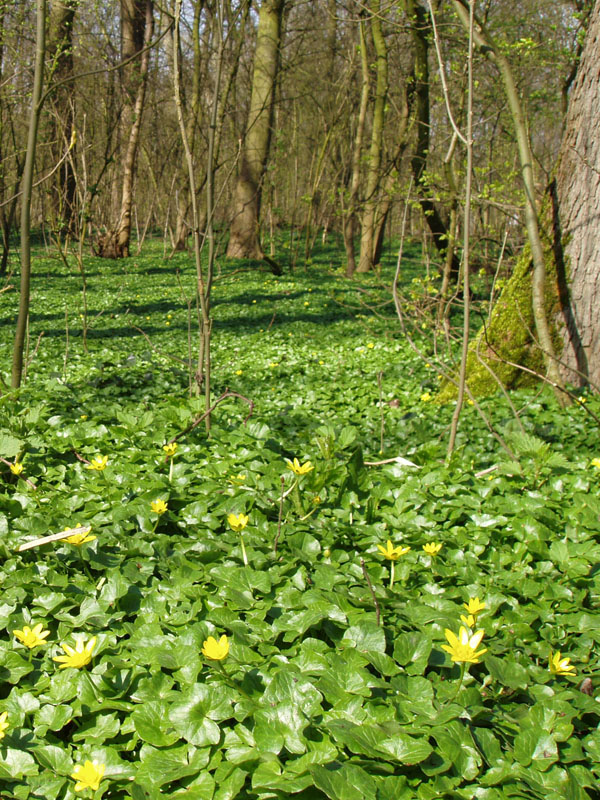
Speenkruid in het voorjaar
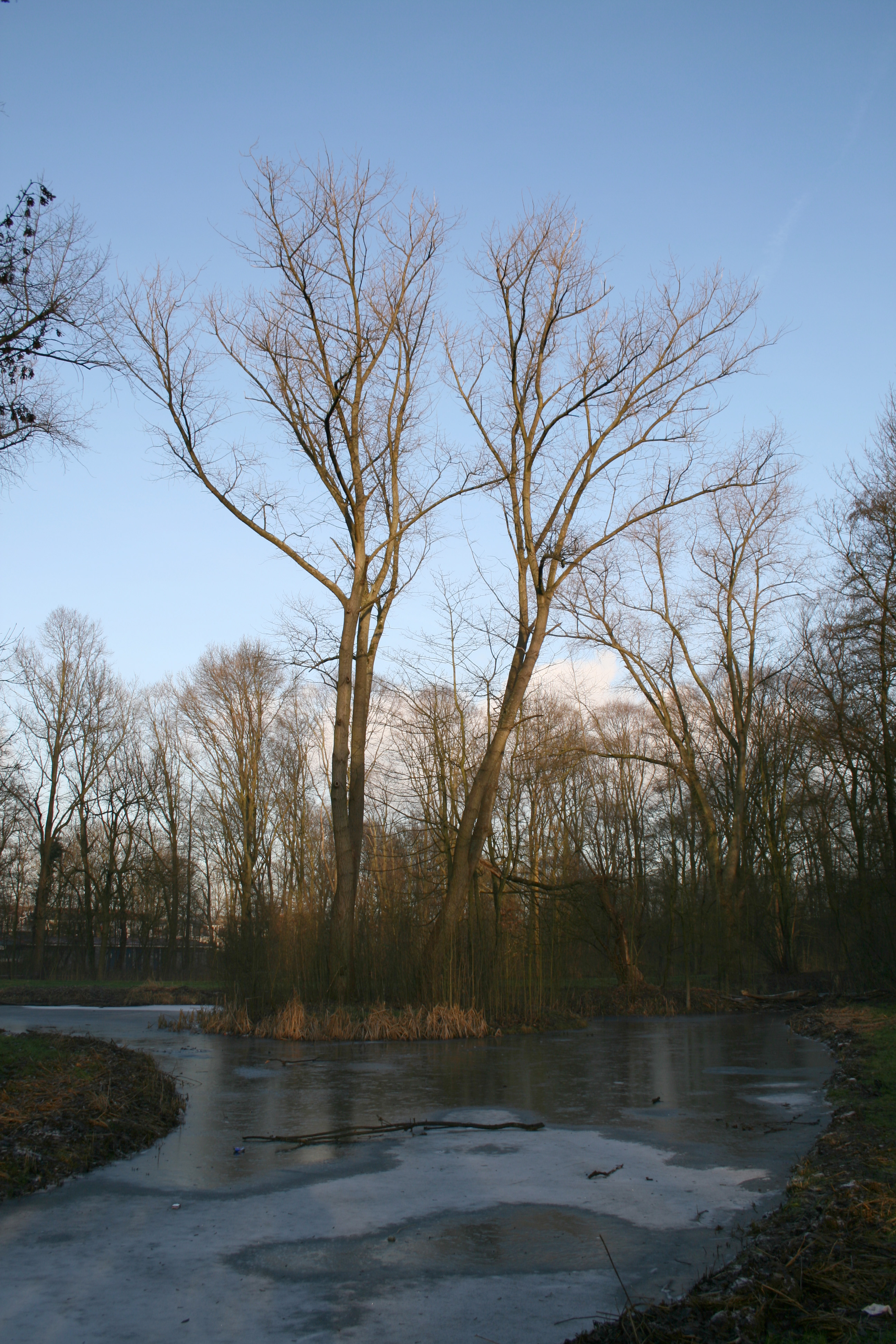
In de winter
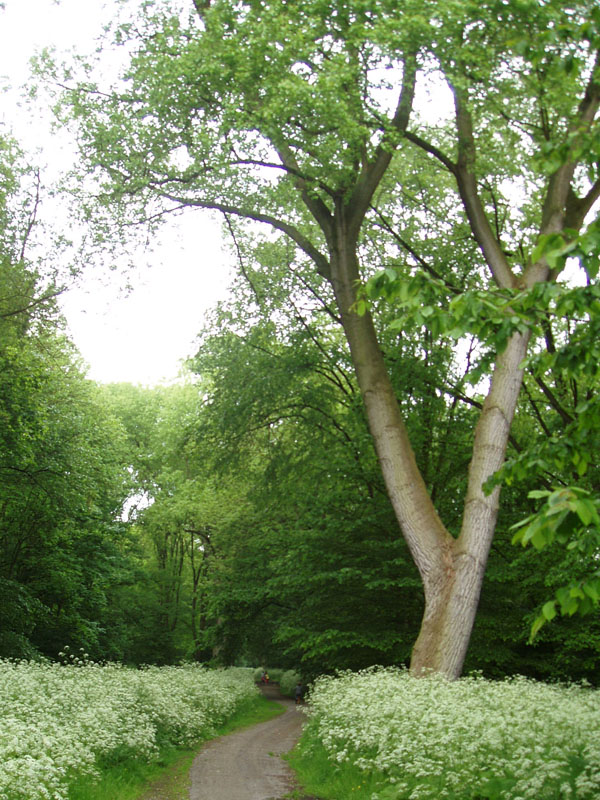
Populier met fluitenkruid
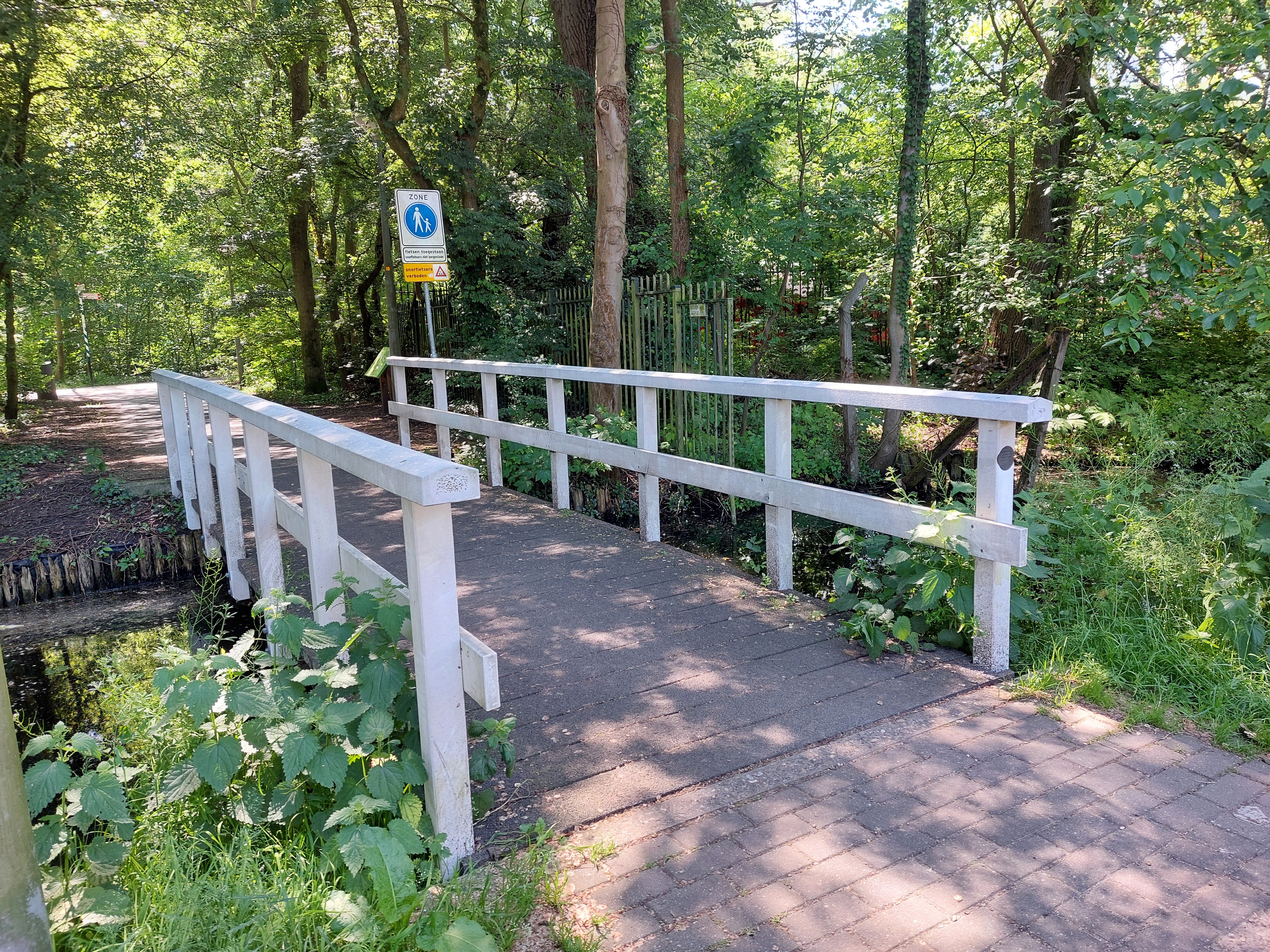
Zosenerdambrug